# Daniel Johnston
Daniel Dale Johnston (ur. 22 stycznia 1961 w Sacramento, zm. 11 września 2019 w Waller) – amerykański piosenkarz, rysownik i autor tekstów. Pod koniec życia mieszkał w Waller w Teksasie. Jego piosenki wykonywali tacy artyści jak: Tom Waits, Eels, Pearl Jam, Nina Persson, Beck, Sonic Youth, Firehose, Wilco i Zwan.

## Życiorys

### Wczesna młodość
Wychował się niedaleko Chester w Wirginii Zachodniej w bardzo konserwatywnej, chrześcijańskiej rodzinie, był najmłodszym z piątki dzieci Williama Dale'a Johnstona (1922–2017) i Mabel Ruth Voyles Johnston (1923–2010). Jeszcze zanim zaczął tworzyć muzykę, rysował komiksy. W licealnych czasach wykazywał już bardzo liczne talenty: grał na fortepianie, kręcił fantazyjne filmy o rodzinie oraz rysował. W tym okresie poznał Laurie, która od tej pory zaczęła pojawiać się często w jego piosenkach jako motyw niespełnionej miłości. Po liceum spędził jeden rok na Uniwersytecie Chrześcijańskim Abilene, co bardzo źle zniósł. Następnie przeniósł się do Uniwersytetu Stanowego Kent, który znajdował się znacznie bliżej jego domu.

### Dorosłość
Niedługo potem przeniósł się do Austin, gdzie jego kariera zaczęła rozkwitać. Stał się lokalną atrakcją. Zaczął występować i rozdawał ludziom dużo swoich kaset. Dzięki tej lokalnej sławie wystąpił w 1985 w MTV w programie The Cutting Edge, co było jego marzeniem. W tym okresie zaczęto rozpoznawać u niego psychozę maniakalno-depresyjną, która zdaniem niektórych rozpoczęła się podczas koncertu grupy rockowej Butthole Surfers w rezultacie tzw. bad tripa po zażyciu LSD. Jako że był bardzo religijny, jego obsesją stał się lęk przed szatanem. Od tego czasu zaczął również sporadycznie popadać w konflikty z prawem.
Później współpracował z takimi artystami jak Jad Fair czy Maureen Tucker z The Velvet Underground. Ich wspólna praca spotkała się z powszechną aprobatą tamtejszego świata muzycznego. Daniel uzyskał prawdziwy rozgłos gdy Kurt Cobain w 1992 pojawił się w koszulce z nadrukiem przedstawiającym okładkę jednego z albumów Johnstona Hi, How Are You. Daniel przebywał wówczas w szpitalu psychiatrycznym i również tam uprawiał swoją twórczość. Po szumie medialnym wywołanym przez Cobaina o chorego artystę zaczęło licytować się wiele dużych wytwórni gwarantując mu dobre warunki i przebieg całej kariery. Podpisał kontrakt z wytwórnią Atlantic Records i w 1994 wydany został album Fun, którego producentem był Paul Leary z Butthole Surfers, którego Daniel poznał w 1985. Album okazał się finansową klapą i niedługo potem wytwórnia zerwała kontrakt z Johnstonem.
Pod koniec życia Daniel twierdził, że czuje się dużo lepiej dzięki nowym lekom. Mieszkał z rodzicami i znalazł w pobliżu muzyków, którzy tworzyli razem z nim. Miał w planach liczne koncerty na całym świecie. W 2002 został zaproszony przez Davida Bowie, by wykonywać piosenki na Meltdown Festival w Queen Elizabeth Hall w Londynie. Jego rysunki i obrazy są szeroko cenione i rozchwytywane przez kolekcjonerów. Występował też na licznych europejskich festiwalach jak Roskilde czy Benicassim, promując nowe albumy.
Zmarł nagle, na zawał serca w wieku 58 lat.

## Dyskografia
- Songs of Pain (Stress Records, 1980) kaseta
- The What of Whom (Stress Records, 1982) kaseta
- Don't Be Scared (Stress Records, 1982) kaseta
- More Songs of Pain (Stress Records, 1983) kaseta
- Yip Jump Music (Stress Records, 1983) kaseta
- Hi, How Are You (Stress Records, 1983) kaseta
- The Lost Recordings (Stress Records, 1983) kaseta
- The Lost Recordings II (Stress Records, 1983) kaseta
- Retired Boxer (Stress Records, 1984) kaseta
- Respect (Stress Records, 1985) kaseta, 10"
- with Texas Instruments: Continued Story (Stress Records, 1985) kaseta
- Merry Christmas (Stress Records, 1988) kaseta
- New York, CBGBs 04/22/88 (Bootleg Tape, 1988)
- mit Jad Fair: It's Spooky (50 Skidillion Watts, 1989)
- Continued Story/Hi, how are you? (Homestead, 1989)
- Yip/Jump Music (Homestead, 1989)
- Live at South by Southwest (Stress Records, 1990) kaseta
- 1990 (Shimmy Disc, 1990)
- Artistic Vice (Shimmy Disc, 1991)
- Please Don't Feed The Ego (Eternal Yip Eye Music, 1994)
- Fun (Atlantic, 1994)
- with Ron English and Jack Medicine: Hyperjinx Tricycle (Important Records, 2000)
- Why me? live in Berlin, koncert 06/06/99 (Trikont, 2000) CD
- Rejected Unknown (Gammon Records, 2001)
- Live Wien, Flex, 13.10.2001 Radio Broadcast, 2001)
- Fear Yourself (Gammon Records, 2003) CD
- The Early Recordings of Daniel Johnston Volume 1 (Dualtone, 2003) 2CD
- The Late Great Daniel Johnston: Discovered Covered (Gammon Records, 2004) CD
- Lost And Found (Sketchbook, 2006) CD
- The Devil Has Texas : The Tribute EPs Extended (Little Teddy Recordings, 2008) CD
- Lost And Found (Little Teddy Recordings, 2008) LP
- Is and Always Was (Eternal Yip Eye Music, 2009)